# Fernand Lamaze

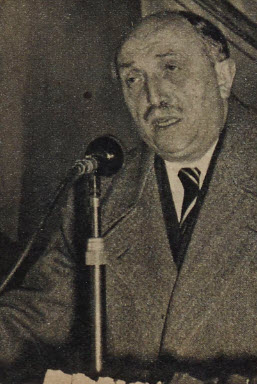
Fernand Lamaze, 1952

Fernand Lamaze (* 1891 in Frankreich; † 1957) war ein französischer Arzt und Geburtshelfer, der zusammen mit dem Arzt Pierre Vellay Entspannungsübungen für eine natürliche, schmerzarme Geburt entwickelte.
Der Hintergrund waren die Fortschritte beim Einsatz von Analgetika bei der Geburt. Im Jahre 1914 war in Freiburg im Breisgau eine Kombination von Scopolamin und Morphin entwickelt worden, die Schmerzen und auch das Erinnerungsvermögen an die Geburt unterdrückten. Die Mütter wachten auf und fanden ihr Kind in der Krippe vor.
Als Twilight Sleep, in Deutschland als Dämmerschlaf, fand diese Kombination in den folgenden Jahrzehnten bis 1960 weltweit Anklang. In den USA fanden Feministinnen diese Methode vorteilhaft, weil sie die Erholung der Mütter förderte; konservative Kreise sahen darin eine Möglichkeit, die Geburtenrate zu fördern und ein Gegengewicht zur Immigration zu besitzen.
Lamaze war bereits in den 1940er Jahren davon überzeugt, dass auch natürliche Alternativen zum Einsatz von Schmerzmitteln möglich sind. In den 1950er Jahren lernte Lamaze auf einer Reise in die Sowjetunion eine Methode der psychischen Geburtsvorbereitung kennen. Lamaze entwickelte daraus die psychoprophylaktische Methode als Konzept für eine schmerzfreie Geburt, das sich in die westliche Kultur einpassen konnte.
Nach Lamaze kann eine Frau den Schmerz reduzieren, wenn sie die Geburt als positives Erlebnis betrachtet und dem Wehenschmerz mit gezielten Atem- und Entspannungstechniken entgegenwirkt. Der Partner besitzt dabei laut Lamaze eine wichtige, unterstützende Rolle. Mit dem Buch Thank You, Dr. Lamaze von Marjorie Karmel im Jahre 1959 wurde Lamaze in den USA und weltweit populär.
In Anlehnung an Fernand Lamaze wurde 1960 die heutige Lamaze International Inc gegründet, eine Organisation zur Förderung der natürlichen Geburt.
Zu der modernen Form gehören auch die Verwendung von warmen und kalten Umschlägen, Positionswechsel und der Gebrauch eines Sitzballs für eine natürlichere, aufrechte Position.
In Anlehnung an diese Atemtechnik schrieb Stephen King eine Novelle namens Atemtechnik (aus der Sammlung Frühling, Sommer, Herbst und Tod).

## Werke
- Fernand Lamaze; Painless Childbirth. Psychoprophylactic Method; 1970; ISBN 0-80929-6403
- Fernand Lamaze; Painless Childbirth. The Lamaze Method; 1984; ISBN 0-80925-4239